# Polysiphotrocha
Polysiphotrocha es un género de foraminífero bentónico de la familia Trochamminidae, de la superfamilia Trochamminoidea, del suborden Trochamminina, y del orden Trochamminida. Su especie tipo es Polysiphotrocha siphonata. Su rango cronoestratigráfico abarca el Holoceno.

## Discusión
Polysiphotrocha ha sido considerado un sinónimo posterior de Rotaliammina.
Clasificaciones previas incluían Polysiphotrocha en el suborden Textulariina del orden Textulariida. Otras clasificaciones lo han incluido en el orden Lituolida.

## Clasificación
Polysiphotrocha incluye a la siguiente especie:
- Polysiphotrocha siphonata, considerado sinónimo de Rotaliammina siphonata